# Villa romana de Vinamargo
La villa romana de Vinamargo es un yacimiento arqueológico situado en Castellón (España). Fue descubierta y excavada durante las obras de canalización del barranco de Fraga entre los años 2009 y 2012. Con una extensión excavada de 3000 m2, se trata del yacimiento romano documentado más grande hasta el momento en la provincia de Castellón. Actualmente es una de las sedes del Museo de la Ciudad de Castellón.

## Historia
La villa romana de Vinamargo fue descubierta y excavada durante las obras de canalización del barranco de Fraga entre los años 2009 y 2012. En el año 2010 la Conselleria de Medio Ambiente de la Generalidad Valenciana (propietarios del barranco y promotores de la obra) cedió la propiedad del yacimiento al Ayuntamiento de Castellón. En 2011 el Ayuntamiento de Castellón aprueba desviar la canalización para salvaguardar el yacimiento.
El yacimiento fue vallado pero permaneció sin acondicionar durante varios años. En 2017 el Ayuntamiento de Castellón emprendió las obras de consolidación y puesta en valor de Vinamargo: se lleva a cabo la limpieza y desbrozado del recinto, se instalaron de tuberías y desagües para facilitar la evacuación de las aguas pluviales, se reconstruyeron los muros más deteriorados y se instalaron tres paneles informativos, donde se explican brevemente algunos aspectos del yacimiento.
En 2019 finalizaron las obras del edificio del centro de interpretación del yacimiento, que fue financiado por la Conselleria de Cultura de la Generalidad Valenciana y cedido al Ayuntamiento de Castellón para realizar su gestión. En 2021 se licitó el concurso para dotar al edificio de servicio eléctrico, pero en 2022 todavía permanecía cerrado al público debido al retraso en la instalación.
En 2019 se celebró una exposición en el Museo de Bellas Artes de Castellón con las piezas arqueológicas encontradas en el yacimiento.

## El yacimiento
La Villa romana de Vinamargo se encuentra situada en los alrededores de la ciudad de Castellón, a unos dos kilómetros del mar, en el camino Vinamargo que transita perpendicular a la costa. Los restos están situados próximo al camino Caminás, que recorre la plana en paralelo a la costa y junto al que se han encontrado en otros tramos distinto enclaves íberos y romanos como el poblado de Vinarragell y la villa romana de Sant Gregori en Burriana o la villa de Benicató en Nules.
Con una extensión excavada de 3000 m2, se trata del yacimiento romano documentado más grande hasta el momento en la provincia de Castellón, a falta de conocer su extensión total, ya que sólo se excavó la zona afectada por las obras de canalización del barranco de Fraga y probablemente la villa se extendería por los campos limítrofes.

## La villa
El primer núcleo se ha datado a mediados del siglo I o inicios del siglo II d. C. A partir de los siglos III-IV d. C. se producen diversas reformas y extensiones a la construcción original.
La villa se encuentra estructurada en tres patios alrededor de los cuales se sitúan diversas estancias.
- El primer patio está situado en el centro. Hacia el sur de este encontramos las termas, con los baños del frigidarium, el caldarium con restos del hypocaustum, el furnus y otras estancias más que podrían ser el tepidarium y la natatio, además de los restos de una letrina. En la esquina suroeste se halló una balsa cuadrangular y dos dolia que los investigadores relacionan con la producción de cerámica que se realizaba en la propia villa.
- El segundo patio, ubicado más hacia el oeste, se encontraba inicialmente rodeado de una tapia. Posteriormente se extendió hacia el oeste y añadieron 15 estancias de diferentes tamaños que pudieron ser almacenes, establos e incluso habitaciones.
- Finalmente, el tercer patio es el más antiguo. A su alrededor se encuentra un impluvium y varias habitaciones. Los investigadores no han conseguido determinar su funcionalidad debido a las numerosas transformaciones posteriores.

Toda la estructura de la villa se construyó siguiendo la misma técnica: una cimentación construida con zócalo de muros de mampostería que llegan a los 90 cm de altura, un alzado levantado con tapial y una cobertura de tegulas e imbrex.

## Hallazgos
Se han recuperado cerámicas usada para el transporte de productos procedentes en su mayoría de la provincia Tarraconensis (siglos I-III d. C.) y de la Bética. También se encontraron restos de un grupo de ánforas africanas (siglos II-IV) y distintas piezas de vajilla fina de mesa: platos, boles y copas, o vasos de terra sigillata hispánica (siglos I-II d. C.).
Resulta especialmente significativo el hallazgo de piezas de cerámica fabricada en la propia villa con deformaciones y fallos de cocción por lo que fueron desechadas. Se trata de piezas de distinto tipo (anforillas, lucernas y cantimploras) construidas con molde y firmadas con el sello del alfarero Ático.
Entre los objetos recuperados en el yacimientos se encuentran también monedas, como ases y sestercios, fechados a partir de los siglos II-I a. C. hasta los siglos I-III d. C., fíbulas (broches de bronce decorados) utilizadas en los arneses de los caballos y objetos de hueso trabajado datables en los siglos II y III d. C.